# Заитов, Руслан
Руслан Заитов (26 февраля 1974) — киргизский футболист, защитник. Выступал за сборную Кыргызстана.

## Биография
Начал взрослую карьеру в первом сезоне независимого чемпионата Кыргызстана в клубе «СКА-Достук» (Сокулук) и выступал за эту команду в течение двух сезонов. В 1992 году «СКА-Достук» стал серебряным призёром чемпионата, однако футболист сыграл только четыре матча. В 1994—1995 годах играл за «Кант-Ойл» и дважды завоёвывал золотые медали. В 1996—1999 годах выступал за бишкекское «Динамо», в этот период трижды (1997, 1998, 1999) становился чемпионом Кыргызстана.
В национальной сборной Кыргызстана выступал в августе 1999 года в отборочном турнире Кубка Азии. Дебютный матч сыграл 3 августа 1999 года против Омана, а всего провёл три матча. Некоторые источники приписывают ему забитый гол в матче 5 августа против Таджикистана, но по другим данным этот гол забил Замир Жумагулов.
В 2001 году после годичного перерыва возобновил выступления в высшей лиге, играя за «Эколог» (Бишкек) и «Бакай» (Кара-Балта). Всего на счету футболиста 149 матчей и 13 голов в чемпионатах Кыргызстана.
Дальнейшая судьба неизвестна.